# Macroteleia superans
Macroteleia superans är en stekelart som beskrevs av Jean-Jacques Kieffer 1914. Macroteleia superans ingår i släktet Macroteleia och familjen Scelionidae. Inga underarter finns listade i Catalogue of Life.